# Tinayguk (rivière)
La rivière Tinayguk est un cours d'eau d'Alaska, aux États-Unis située dans la région de recensement de Yukon-Koyukuk. C'est un affluent de la North Fork Koyukuk branche de la  rivière Koyukuk elle-même affluent du Yukon.

## Description
Longue de 44 milles (71 km), elle coule en direction de l'ouest puis du sud-est jusqu'à la North Fork Koyukuk, à 27 milles (43 km) au nord-ouest de Wiseman.
Son nom a été référencé en 1930 par Rovert Marshall comme étant le mot eskimo signifiant élan.

## Sources
- (en) « Tinayguk (rivière) », Geographic Names Information System